# Дерієва Регіна Йосипівна
Регіна Йосипівна Дерієва (нар. 7 лютого 1949, Одеса, Українська РСР, СРСР — пом. 11 грудня 2013, Стокгольм, Швеція) — поетеса, прозаїк, перекладач.

## Життєпис
Народилася 7 лютого 1949 року в Одесі. У 1960-му році разом з батьками переїхала до Акмолінська (Целіноград), а п’ять років потому – до Караганди. В 1969 р. закінчила музичне училище і там же була прийнята на роботу. Викладала фортепіано протягом 14 років.  В 1979 р. закінчила філологічний факультет Карагандинського університету. В 1989 р. стала членом Спілки письменників СРСР. 

Наприкінці 1991 р. Регіна Дерієва емігрувала з Радянського Союзу до Ізраїлю. Мешкала на окупованих Ізраїлем територіях, не отримуючи протягом 8 років  ізраїльського громадянства через те, що прийняла хрещення в Римо-Католицької Церкві (1989 р.).

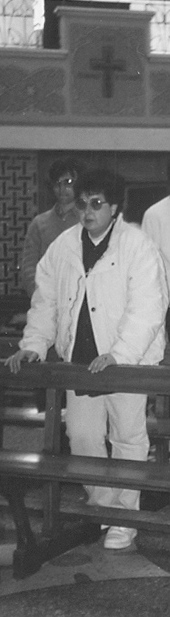
Регіна Дерієва в Церкви святого Петра в Ґаліканту у Єрусалимі.1992 р.

В 1999 р. разом із сім’єю була виселена ізраїльською владою з країни без права повернення. Того ж року оселилася в Швеції. У 2009  р. була нагороджена медаллю шведської Католицької Церкви ORA ET LABORA за свою літературну діяльність.

Регіна Дерієва померла 11 грудня 2013 року і була похована на цвинтарі "Норра бегравнингсплатсен" (Katolska Kyrkogarden) в Стокгольмі. 

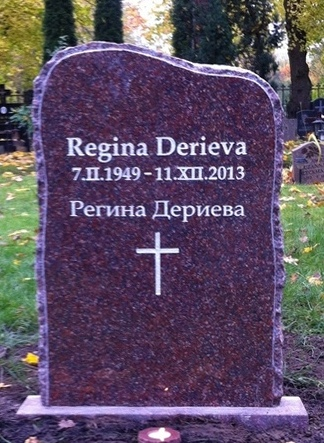
Могила Регіни Дерієвої

## Творчість
Регіна Дерієва – автор трьох десятків книжок віршів, есе, прози і перекладів. Ряд книг були перекладені на англійську, шведську, французьку, арабську та інші мови.
Віршовані цикли "Via Crucis" (Хресний шлях), "De Profundis" і "Hail Mary' (Радуйся, Маріє) були видані у вигляді компакт-дисків британської музичної компанією "The Divine Art". Перші два цикли були покладені на музику італійським композитором Армандо Пьеруччі (Armando Pierucci). У 2002 році видавництво "Текст" випустило збірку прози "Дурнів усюди вистачає". Двотомник вибраних віршів і есе Регіни Деріевой "Збори доріг" був випущений видавництвом "Алетейя" у 2006 році.
Йосип Бродський писав про вірші Регіни Дерієвої: "Справжнє авторство тут – самої поезії, самої свободи". 
Томас Венцлова дав загальну оцінку її творчості: "Без перебільшення можна назвати Регіну Дерієву одним з найвидатніших авторів нинішньої російської діаспори. Вона отримала визнання як  автор сильних, неповторних віршів, які займають належне місце в сучасній світовій поезії".

### Обрані книжки
- Почерк — Алма-Ата: Жазуши, 1978.
- Відсутність — Нью-Йорк: Ермітаж, 1993.
- Three Possibilities To See The Kingdom Of God — Jerusalem, Alphabet, 1994.
- У світі страшних думок — East Jerusalem, Art Printing Press, 1998.
- The Meaning of Mystery — East Jerusalem, Proche-Orient Chretien — Modex, 1998.
- I nuovi fioretti di S. Francesco — East Jerusalem, Artistic Press, 1998
- Навчання мовчанню — East Jerusalem, Latroun Abbey, 1999.
- In commemoration of monuments — East Jerusalem, Art Printing Press, 1999.
- Inland Sea And Other Poems — South Shields, The Divine Art, 1999.
- L'étoile du pelerine —  South Shields, The Divine Art, 1999.
- Побіжний простір —  Стокгольм, Hylaea, 2001.
- The Last Island — Stockholm, Hylaea, 2002.
- Придурків усюди вистачає — Москва: Текст, 2002.
- Himmelens geometri — Стокгольм, Норма — Artos. 2003.
- Збори доріг — Вибрані вірші та есе в 2-х тт .. СПб.: Алетейя, 2005.
- Alien Matter — New York, Spuyten Duyvil, 2005.
- Allt som tolv kejsare inte hunnit säga — Stockholm, AIP, 2007.
- Oavbrutet svarta bilder — Goteborg, Carl Forsbergs Bokforlag, 2007.
- The Sum Total Of Violations — UK, Arc Publications, 2009.
- Corinthian Copper — Michigan, Marick Press, 2010.
- Chleb i Sól — Poznań: Flos Carmeli, 2015.
- Сочинения — В 2 томах (Том 1. Стихотворения. 1975-2013; Том 2. Проза. 1987-2013). СПб.: Издательство Журнала "Звезда",  2015.
- Den tatuerade Mnemosyne — Stockholm: AIP, 2016.
- Speglingar — Bonn: Pamphilus Press, 2020.
- De yttre tingens ordning. Sentenser, sarkasmer, paradoxer — Stockholm: Bokförlaget Faethon, 2020.
- Earthly Lexicon — Washington: Marick Press, 2019/2020.
- Images in Black, Continuous — Boston: M-Graphics Publishing, 2021.
- Efter Pictor — Bonn: Pamphilus Press, 2021.
- Вибрані хмари — Переклад українською — Олександр Хінт — Одеса. Видавник Бондаренко М.О. 2024.
- Det ändlösa kriget — Stockholm: Bokförlaget Faethon, 2025.